# Adesão da Bósnia e Herzegovina à União Europeia
A adesão da Bósnia e Herzegovina à União Europeia é o objetivo declarado das atuais relações entre as duas entidades. A Bósnia e Herzegovina foi reconhecida pela União Europeia como um "país potencialmente candidato" para a adesão desde a decisão do Conselho Europeu de Tessalônica em 2003 e está na agenda atual para o alargamento futuro da União Europeia. A Bósnia e Herzegovina participa no Processo de Estabilização e Associação e o acordo bilateral relativo do AEA foi assinado em 2008, ratificado em 2010 e entrou em vigor em 2015. Entretanto, as relações bilaterais comerciais são reguladas por um acordo provisório. A Bósnia e Herzegovina solicitou formalmente a adesão à União Europeia em fevereiro de 2016 e continua a ser um país potencialmente candidato até receber uma resposta do Conselho.
A nação vinha realizando progressos lentos, incluindo a cooperação com o tribunal de crimes de guerra de Haia, mas isso foi interrompido em 2011, quando a União Europeia se recusou a ratificar o Acordo de Estabilização e Associação. O processo foi reiniciado entre 2014 e 2015, com a entrada em vigor do AEA em 1 de junho de 2015 e a apresentação de um pedido de adesão pela Bósnia e Herzegovina em 15 de fevereiro de 2016. Em 9 de dezembro de 2016, a Bósnia e Herzegovina recebeu o questionário de adesão da Comissão Europeia.
Muitos observadores estimam que a Bósnia e Herzegovina está no nível mais baixo em termos de integração da UE entre os estados Bálcãs Ocidentais em busca de adesão à UE.